# Calamaria grabowskyi
Calamaria grabowskyi este o specie de șerpi din genul Calamaria, familia Colubridae, descrisă de Fischer 1885. A fost clasificată de IUCN ca specie cu risc scăzut. Conform Catalogue of Life specia Calamaria grabowskyi nu are subspecii cunoscute.